# くいしんぼう仮面
くいしんぼう仮面（くいしんぼうかめん、1975年8月19日 - ）は、日本の覆面レスラー。
飲食店「くいだおれ」のマスコットキャラクター「くいだおれ太郎」のパロディキャラクターで、その姿は、くいだおれ太郎とピエロをミックスしたような姿である。全く喋れない（喋らない）キャラクターだが大阪プロレスの、お笑い部門の中核メンバーで動きや仕草で観客を笑わせている。昨今は多少喋る。正体は1994年4月17日にPWCでデビューしてFSRとI.W.A.JAPANに所属していた月岡 明則（つきおか あきのり）だとする説がある 。

## 経歴
1999年4月29日、大阪プロレスなみはやドーム大会でデビュー。
2000年1月4日、王座決定戦に勝利して大阪名物世界一王座を獲得。
2002年6月29日、大阪プロレスバトルロイヤル王座を獲得。
2003年2月1日、大阪プロレス大阪城ホール大会で行われた、えべっさんとの「敗者キャラクター剥奪マッチ!!」大阪名物世界一選手権試合に敗れて「くいしんぼう仮面」のキャラクターを剥奪された。デザインがあまり変わらないロボットキャラクター「スーパーロボK」となる。4月、くいしんぼう仮面に戻った。理由は「評判が悪く営業の仕事が激減した為」（えべっさん談）。
2010年4月29日、菊タローに勝利して大阪プロレスお笑い王座を獲得。
2014年4月20日、大阪プロレスを退団。
2017年、活動拠点を大阪から関東地方に移した。
2019年4月28日、プロレス団体 「OSAKA STYLE WRESTLING」（OSW）を設立することを発表。4月29日、新宿FACEでデビュー20周年記念大会を開催。5月24日、東京芸術センター ホワイトスタジオでOSWのプレ旗揚げ戦を開催。9月1日、東京芸術センター ホワイトスタジオでOSWの旗揚げ戦を開催。
2020年2月29日、OSWを退団して専属フリー契約となる。

## 得意技
お笑い担当のため、普段はコミカルな動きや技の誤爆や失敗が中心になる。非力でスタミナに難があるが身は軽く飛び技を得意としている。装飾の多いコスチュームながら難易度の高い飛び技もこなす。お笑いを封印して戦う状態は「キラーモード」と呼ばれている。
関空トルネード
スカイツイスタープレスと同型。技名は関西国際空港の通称「関空」が由来。
くいしんぼうドライバー
ハリケーンドライバーと同型。
くいしんぼう開運クラッチ
うまか棒
助走したあと直立不動の体勢のままジャンプして相手の体に正面から体当たりする。
チョコバット
直立不動の体勢のまま体を横に倒して仰向けになった相手の胸板に自身の頭を叩きつける。
後頭部はたき
相手の後頭部を手のひらではたく。手を振り抜く速度は速くヒット時にはかなりいい音が鳴る。特にミラクルマンに対しては執拗なまでに、お見舞いしている。タッグを組んだ味方にまで、お構いなしにはたいている。
シャイニングウィザード
トラースキック
ラ・ケブラーダ
直前に場外にいる相手に向かって後方蹴りをすることが多い。
フランケンシュタイナー
相手がトップロープ上にいる時が多い。
欽ちゃんジャンプ
練習生、新人へ向かっての場外キック
大阪プロレス時代は的場真人に対して行うことが多かった。

## 入場曲
- くいしんぼう仮面のテーマ

## タイトル歴
大阪プロレス
- 大阪プロレスバトルロイヤル王座
- 大阪プロレスお笑い王座
- 大阪名物世界一王座

DDTプロレスリング
- アイアンマンヘビーメタル級王座
- UWA世界6人タッグ王座

プロレスショップMACKY興行
- プロレスショップMACKY認定世界マキオ級王座

DRAGONGATE
- オープン・ザ・お笑いゲート王座

MOBIUS
- EL Mejor de Mascarad王座

## 著書
- 『私の履歴書〜生き様インタビュー〜』自費出版(銀河書籍)、絵・よしおかアコ、2016年、ISBN 4-907-62884-6
- 『生きざまインタビュー第2弾』自費出版(銀河書籍)、2017年、ISBN 4-866-45022-3
- 『生きざまインタビュー第3弾』自費出版(銀河書籍)、2018年、ISBN 978-4-86645-083-4
- 『ぼくはくいしんぼう仮面』出版ワークス、2018年　ISBN 978-4-907108-22-9

## エピソード
- 初期の入場曲は朝日放送の番組「プロポーズ大作戦」のメインテーマ「フィーリングカップル5 vs 5のテーマ」（作曲：キダ・タロー）だった。今は似た曲調でオリジナル曲の「くいしんぼう仮面のテーマ」に変わっている。冒頭には桂文枝（桂三枝）による「道頓堀から大食い自慢がやってきた。くいしんぼう仮面……いらっしゃ〜い」の台詞が入る。
- 入場時にはサンタクロースのような大きい袋を担いでいる。中には、ばかうけが入っており、これをばらまきながら入場する。大規模会場では1人ではまけないため、アシスタントが手伝う場合もある。
- ファンは御菓子（食べ物）をレイ（花輪）風につなげた物を持参して御菓子をばらまきにやってきた、くいしんぼう仮面の首にかけていく。大規模会場では御菓子を貰いすぎ前が見えなくなった、くいしんぼう仮面の姿がみられる。この姿は週刊プロレスのWEEKLY闘撮のページにも掲載されている。
- お笑いの試合時はリングイン後にトップロープの上で横になり、そのまま寝てしまう。そのため、コール時には観客がクラッカーを一斉に鳴らして起こすのが恒例となっている。ちなみにクラッカーは開場後の第1試合開始前に練習生が売りに来る。値段は1個100円、3個で200円。